# 初午祭 (鹿児島神宮)

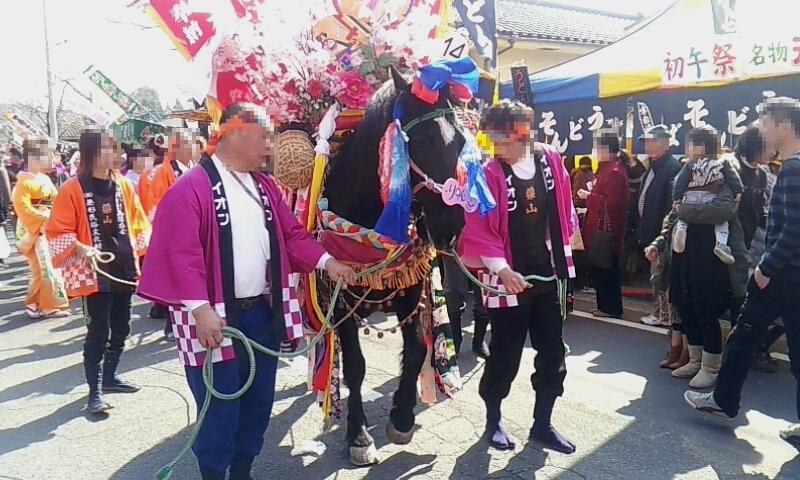
初午祭の様子

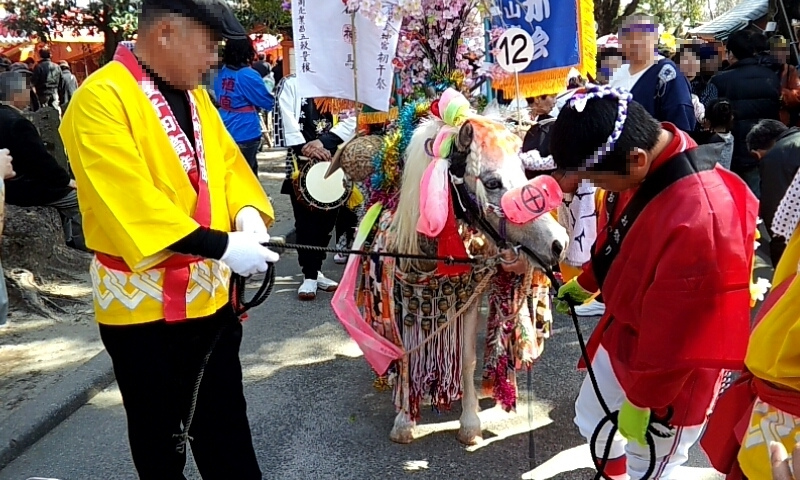
鹿児島神宮の境内を練り歩く馬

初午祭（はつうまさい）は、鹿児島県霧島市の鹿児島神宮で開催される祭である。
鹿児島神宮の初午祭は「鈴かけ馬踊り」と呼ばれる珍しい風習であり、例年10万人以上の観光客が集まる。日本各地の稲荷神社などでとり行われる初午祭とは異なる。もともと旧暦正月18日に行われてきたが、1963年（昭和38年）から旧暦正月18日の次の日曜日に行われるようになった。

## 初午祭の由来
初午祭の由来は室町時代に当時の領主であった島津貴久が、鹿児島神宮の改築工事を監督していた折、宮内で就寝していた時に見た夢がきっかけになったとされる。
島津貴久の枕元へ馬頭観音が現れ、この地では誰からも顧みられる存在でないことを嘆き、堂を建て祭りあげることが叶えられれば、馬頭観音がこの国を守護すると約束したという。朝になり島津貴久が神官へ夢のことを話してみると、神官もまた同じ夢を見たと言う。更には、近くに住む日秀という高僧が碁を打ちにやってきた時に夢の話をしてみると、日秀（にっしゅう）もまた同様の夢を見たと言う。
意見の一致をみた事により、獅子尾丘へ正福院観音堂を建て、碁盤を母材とした観音像が祭られるようになった。夢を見たのが旧暦1月18日であったことから、その日が縁日として定められた。以後、数多くの鈴かけ馬がお参りへ引き連られるようになっていった。
なお、前述の日秀は鹿児島神宮の再建にも功績があった。
由来については上記の他に別の説もある。

## 鈴かけ馬踊り
鈴かけ馬踊りとは、多くの鈴が連なった胸飾り、花や錦などで飾った鞍を付けた馬を鐘、太鼓、三味線などの音楽に合わせて足踏みさせ、馬が踊っているように見せることである
。
馬踊りが行われるのにあたり、地元有志が用意した20頭ほどの踊り馬が用意され、馬の後ろにそれぞれ数十名の踊り連が続き参道を練り歩く。参加する馬は1ヶ月以上前から踊りの練習を行い、祭が終わった後もしばらくの間は足踏みの癖が残るといわれる。
馬踊りの元々の目的は、馬の健康や多産を望み、農作物が豊穣に実ることを願うものであったが、現代になると厄払いもしくは歳祝い、商売繁盛といった意味でも祈念されるようになった。また、上棟式や婚礼を祝う目的で、馬を伴わずに踊り子だけで馬踊りを行う場面も見られるようになった。
馬踊りの風習は、山の神が馬に乗ってやってきて田の神になるという古い言い伝えに基づき南九州の各地で行われている。鹿児島神宮の他に、出水市高尾野町の紫尾神社、湧水町の若宮八幡、伊佐市菱刈下手の水天神社、伊佐市大口山野の保食神社、日置市の湯之元温泉などでも行われていた。
2002年（平成14年）に「薩摩の馬踊りの習俗」として国より『記録作成等の措置を講ずべき無形の民俗文化財』に選択された。

### WEB出典
1. 1 2 3 4 5 6 7 8 9  “春のまつり・イベント”.   鹿児島県霧島市公式ホームページ. 2019年11月6日時点のオリジナルよりアーカイブ。2023年4月21日閲覧。
2. ↑  “12.日秀上人（にっしゅうしょうにん）遺品関係資料”.   鹿児島県霧島市公式ホームページ. 2007年10月17日時点のオリジナルよりアーカイブ。2013年12月14日閲覧。
3. 1 2 3 4 5  “記録作成等の措置を講ずべき無形の民俗文化財 - 薩摩の馬踊りの習俗”.   文化庁. 2013年12月14日閲覧。
4. ↑  湯之元馬頭観音馬踊り - 日置市観光協会。